# Валер'яна дводомна
Валер'яна дводомна, валеріана дводомна (Valeriana dioica) — вид рослин з родини жимолостевих (Caprifoliaceae), поширений у Європі й Північній Америці.

## Опис
Багаторічна рослина 15–(50)60 см заввишки. Стебло пряме, просте, борозенчасте, 4-гранне на кутах, 2-ребристе і шорстке, голе, з 3–4 парами листя. Середні й верхні стеблові листки перисторозсічені або роздільні зазвичай на 7 часточок, часто ліроподібні. Суцвіття головчасто-щиткоподібне; приквітки лінійно-довгасті. Квітки роздільностатеві, рідше полігамні, маточкові — дрібні, до 1.5 мм довжиною, білі, тичинкові — великі, широко-воронкоподібні, близько 3 мм завдовжки, рожеві. Плід (без чубка) 2.5 мм довжиною, голий і гладкий.

## Поширення
Поширений у Європі й Північній Америці (Канада, США). Населяє мокрі й вологі луки та береги потоків у гірських і субальпійських зонах.
В Україні вид зростає в заторфованих болотистих місцях, на сирих луках і серед чагарників — у Карпатах (хр. Чорногора) і Прикарпатті (Буковина)..

## Використання
Вся рослина, але особливо корінь, є спазмолітичним, протиметеоризмічним, сечогінним, снодійним, нервозаспокійливим (сильним), заспокійливим і стимулятором.

## Галерея

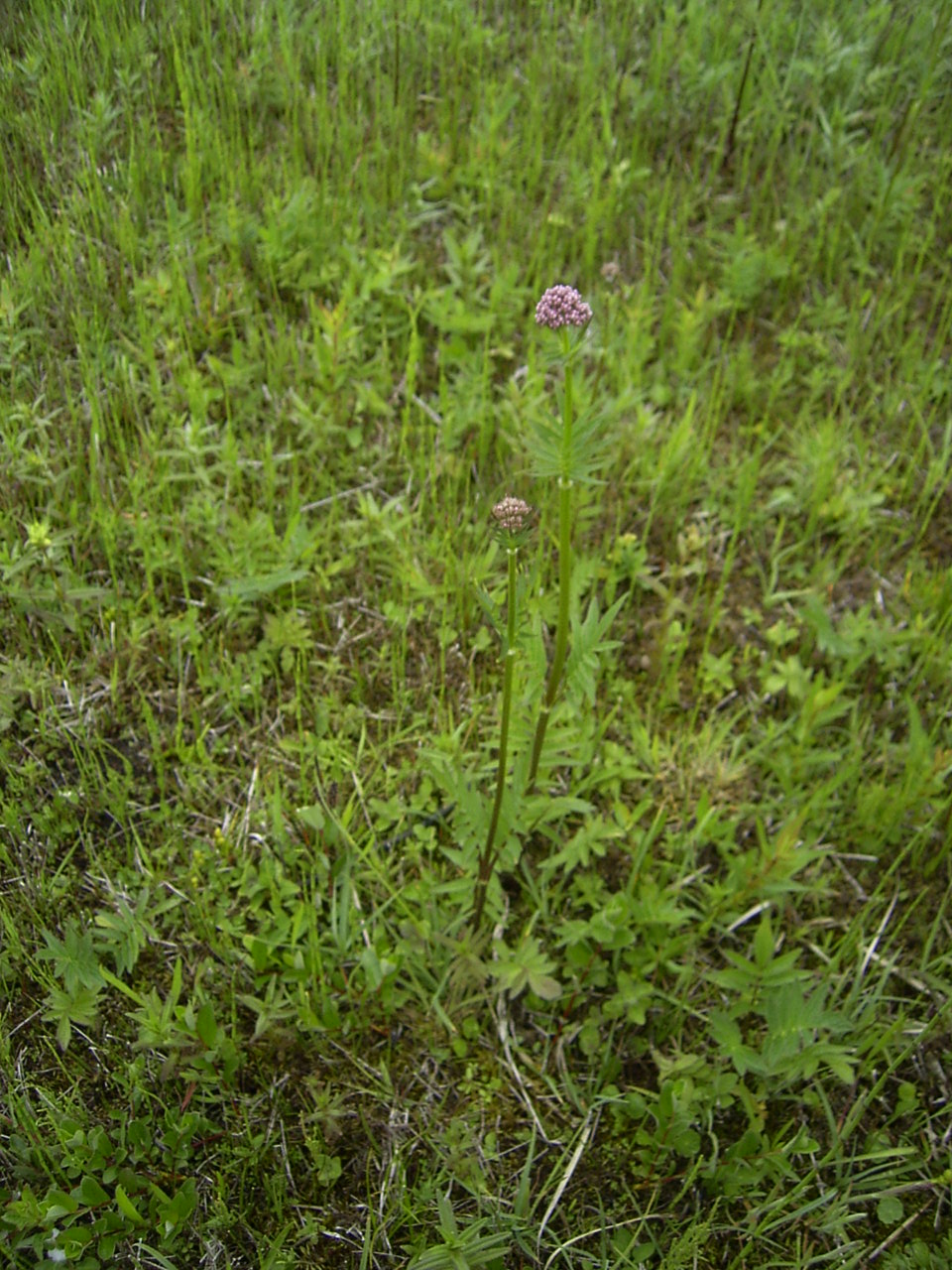
рослина в середовищі проживання
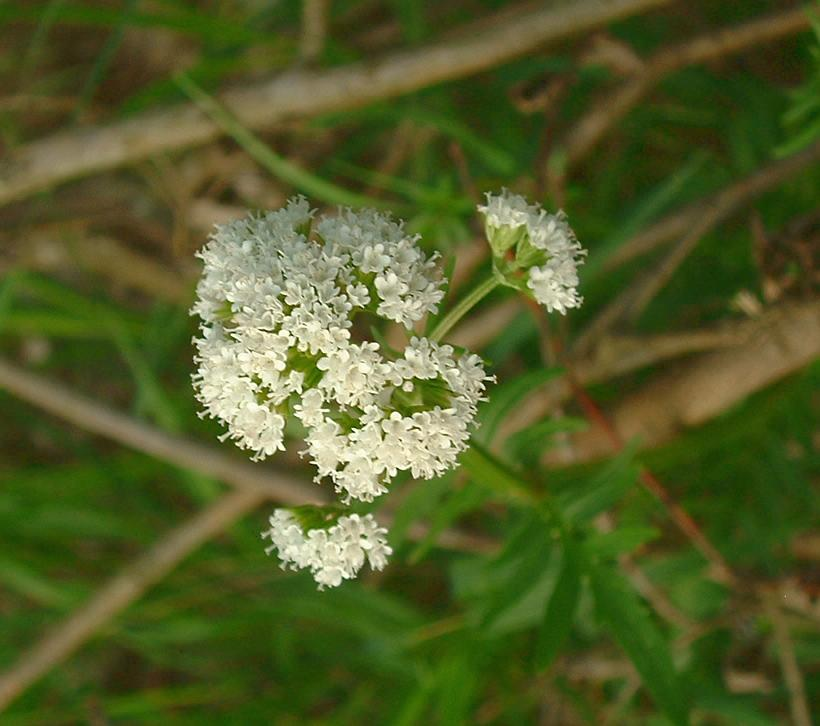
суцвіття
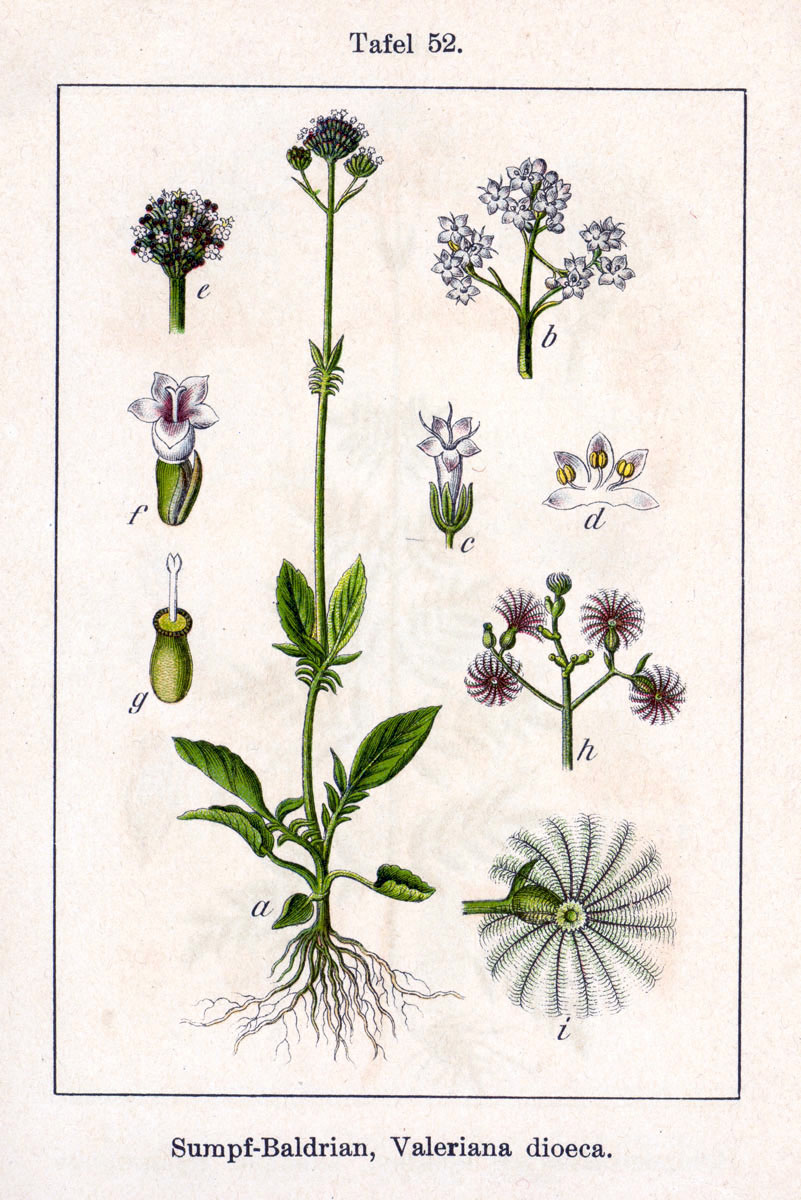
ілюстрація